# استفانی دولسون
استفانی دولسون (انگلیسی: Stefanie Dolson؛ زادهٔ ۸ ژانویهٔ ۱۹۹۲) بازیکن بسکتبال اهل ایالات متحده آمریکا است.
وی در مسابقات کشوری و بین‌المللی در مجموع برندهٔ ۱ مدال طلا شده‌است.